# Haut-Katanga
Haut-Katanga (Swahili: Jimbo la Lualaba) er en af de 26 Provinser i Demokratiske Republik Congo. Provinserne  Tanganyika, Haut-Katanga, Haut-Lomami og Lualaba er resultatet af opdelingen af den tidligere provins Katanga.
Haut-Katanga blev dannet af distriktet Haut-Katanga og de uafhængige byer Likasi og Lubumbashi.  Lubumbashi bibeholdt sin status som provinshovedstad, og i 2020, havde den en befolkning på, anslået  5.718.800 mennesker.
Den nye provinss territorium svarer til det historiske Katanga-Oriental, der eksisterede i den tidlige periode efter Congos uafhængighed, mellem 1963 og 1966.
Sammen med Lualaba er Haut-Katanga en del af  Kobberbæltet i Centralafrika.  Kun Chile, Peru og Kina producerer mere kobber globalt end  Congo.

## Inddeling
Haut-Katanga er inddelt i 6 territorier  og to byer:
- Kambove
- Kasenga
- Kipushi
- Mitwaba
- Pweto
- Sakania

Byer
- Lubumbashi
- Likasi